# Slipinskogenia trilineata
Slipinskogenia trilineata is een keversoort uit de familie Propalticidae. De wetenschappelijke naam van de soort is voor het eerst geldig gepubliceerd in 1940 door John.